# Жемчугов, Валентин Васильевич
Валентин Васильевич Жемчугов (20 апреля 1928, Богородск, Московская область — 22 апреля 1997, Ногинск, Московская область) — советский футболист, выступавший на позиции нападающего. Сыграл один матч в высшей лиге СССР.

## Биография
Воспитанник ногинского футбола, первый тренер — Михаил Алексеевич Хитров. Выступал за сборную Московской области. С 1946 года играл на взрослом уровне за местную команду «Красное Знамя» в соревнованиях коллективов физкультуры. В 1949 году в составе команды, переименованной в «Спартак» участвовал в матчах второй группы чемпионата СССР.
В октябре 1949 года призван на военную службу и направлен в московское «Динамо». Единственный матч за основной состав бело-голубых провёл в классе «А» 16 апреля 1950 года в Тбилиси против местного «Динамо», выйдя на замену в перерыве вместо Константина Бескова. Также сыграл 15 матчей и забил два гола за дубль «Динамо». В августе 1950 года получил травму мениска, после этого был вынужден завершить спортивную карьеру.
Увлекался охотой. По словам ногинского историка футбола Станислава Игнатова, Жемчугов после ухода из «Динамо» имел предложения продолжить карьеру на уровне команд мастеров, но не захотел уезжать из Ногинска из-за любви к охоте в местных лесах.
Скончался 22 апреля 1997 года в Ногинске на 70-м году жизни.